# ورقة مفصصة
الورقة المفصصة هي ورقة نباتية بسيطة شكل نصلها يحتوي أجزاء بارزة وأخرى غائرة. من أمثلة الورقة المفصصة القيقب.

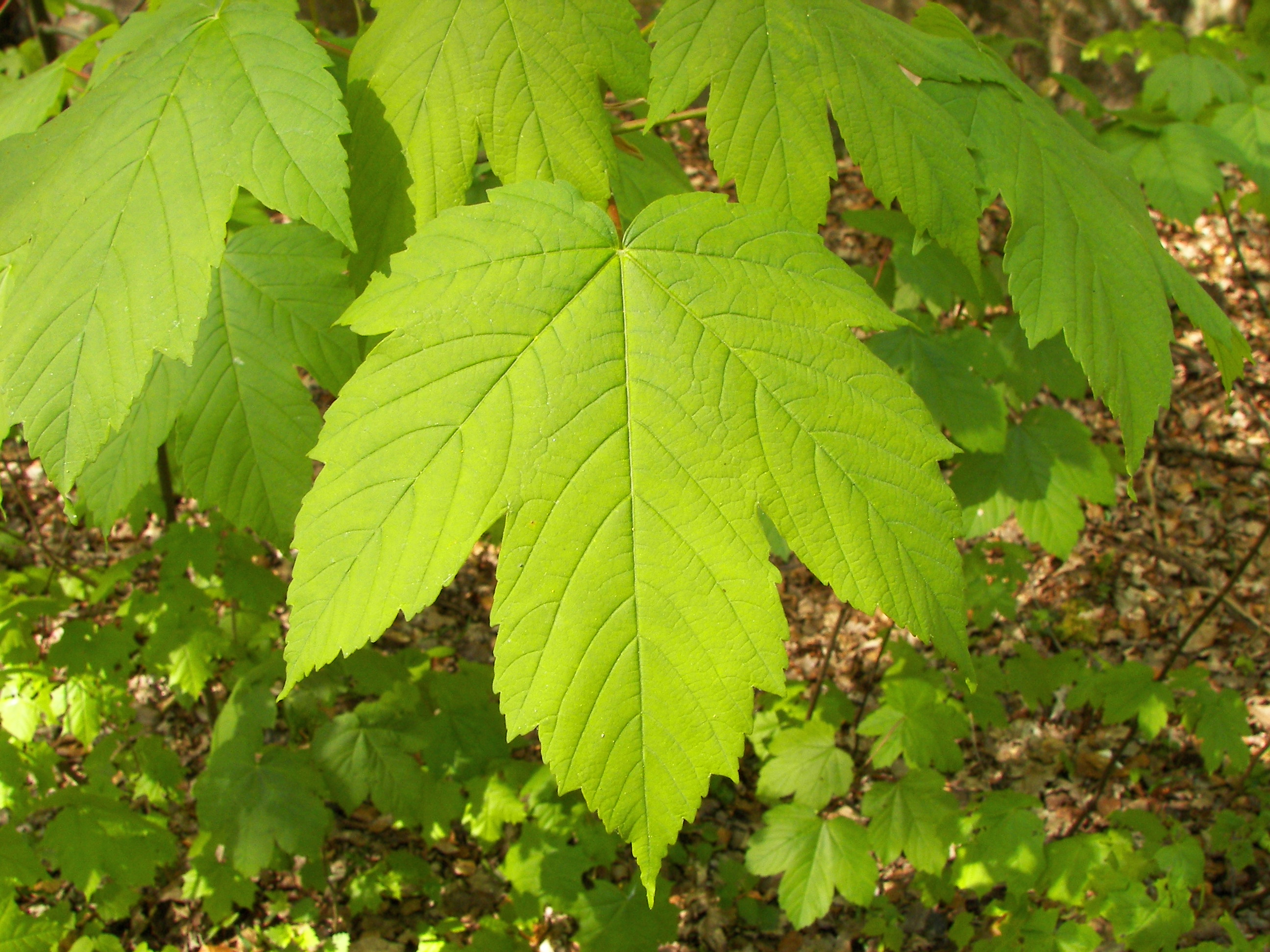
ورقة شجر القيقب الدلبي الكاذب

بعض الأوراق المفصصة تحتوي نصلاً ذا فصين (بالإنجليزية: Twolobed)‏ مثل أوراق خف الجمل (باللاتينية: Bauhinia).

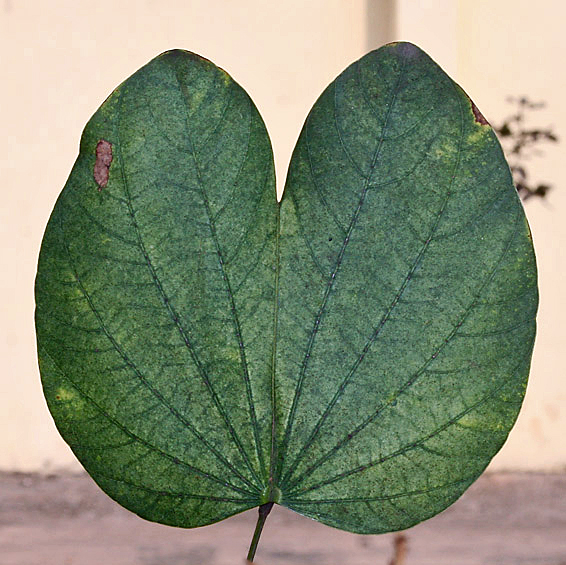
ورقة نبات خف الجمل المزدوجة التفصيص

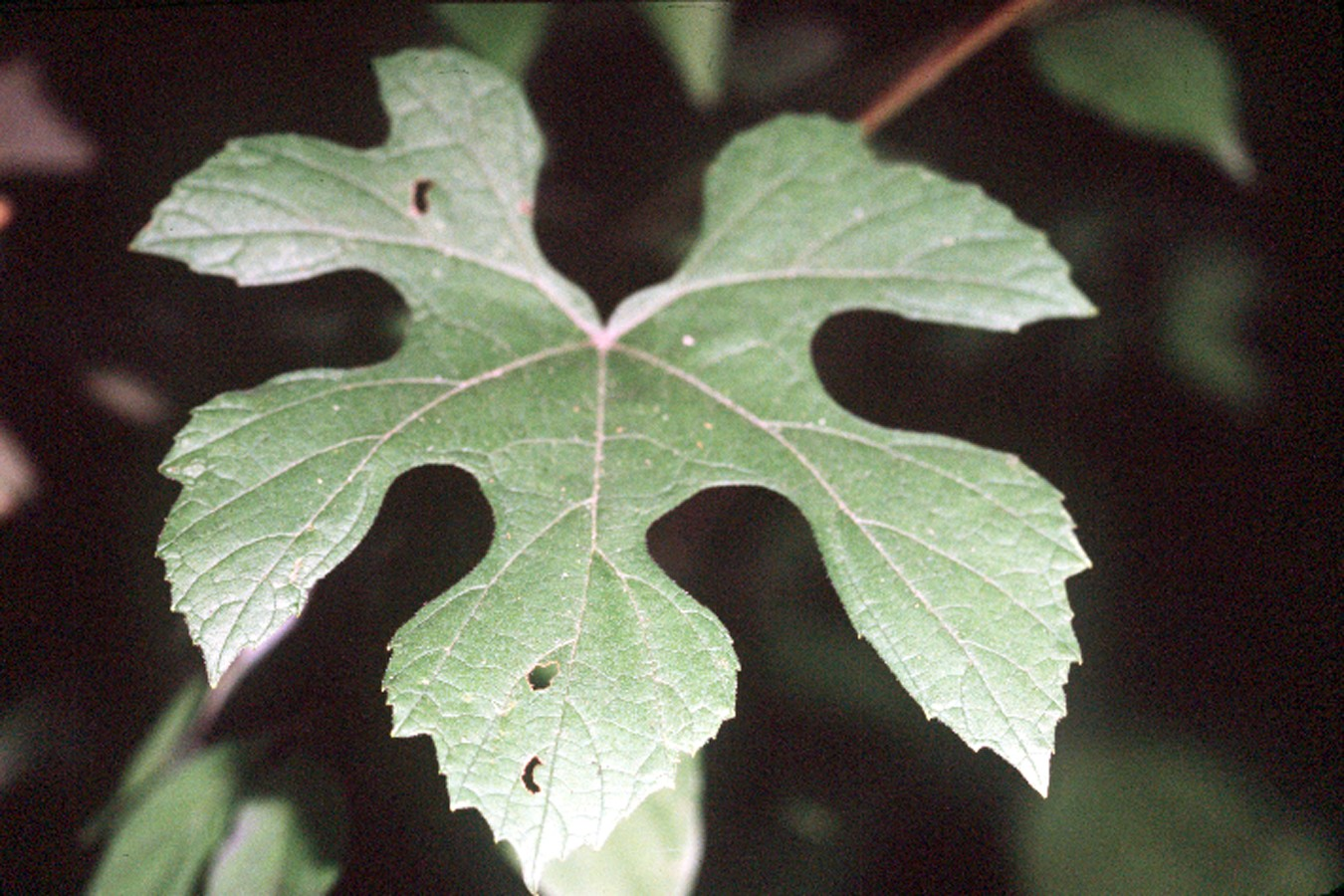
ورقة الكرمة النهرية مكونة من خمسة فصوص